# Arena das Dunas
Arena das Dunas – stadion piłkarski w Natal, Rio Grande do Norte, w Brazylii, na którym swoje mecze rozgrywają kluby Alecrim Natal i América Natal. Obiekt jest jedną z aren piłkarskich Mistrzostw Świata 2014. Stadion powstał w miejscu byłego Estádio Machadão.

## Mecze Mistrzostwa Świata w Piłce Nożnej 2014
Stadion był areną Mistrzostw Świata w Piłce Nożnej 2014. Na stadionie odbyły się 4 mecze fazy grupowej.
| Data            | Godzina     | Reprezentacja | Wynik | Reprezentacja        | Faza                 | Frekwencja |
| --------------- | ----------- | ------------- | ----- | -------------------- | -------------------- | ---------- |
| 13 czerwca 2014 | 18:00       | Meksyk        | 1:0   | Kamerun              | Grupa A              | 39 216     |
| 16 czerwca 2014 | 24:00       | Ghana         | 1:2   | Stany Zjednoczone    | Grupa G              | 39 760     |
| 19 czerwca 2014 | 24:00       | Japonia       | 0:0   | Grecja               | Grupa C              | 39 485     |
| 24 czerwca 2014 | 18:00       | Włochy        | 0:1   | Urugwaj              | Grupa D              | 39 706     |
| Liczba goli     | Liczba goli | Liczba goli   | 5     | Całkowita frekwencja | Całkowita frekwencja | 158 167    |